# Двигатели Subaru
Компания Subaru использует четырёх- или пятибуквенный код для маркировки своих двигателей.
- Первая буква — всегда латинская E (от англ. engine) (до серии FB)
- Вторая буква обозначает семейство двигателей.
- Следующие две цифры указывают рабочий объём (или версию, до 1989 года)[3]
- Пятый символ необязателен и обозначает версию, например: turbo, DOHC, Fuel Injection и т. д.[4]

## Двухцилиндровые

### EK

#### Двухтактные
С воздушным охлаждением:
- EK31: Subaru 360 (1958—1968) и Sambar (1961—1970).
- EK51: Subaru 450 для рынка Японии и Северной Америки (1960—66).
- EK32: Subaru 450 для рынка Японии и Северной Америки (1960—66).
- EK33: Subaru R-2 1969–1971 и Subaru Sambar 1970—1973.

С водяным охлаждением:
- EK34: Subaru R-2 10.1971—07.1972, Subaru Rex 07.1972—10.1973, Subaru Sambar 02.1973—02.1976.

#### Четырёхтактные
- EK21: Subaru Rex K22 10.1973–05.1976, Subaru Sambar 02.1976—05.1976
- EK22: Subaru Rex 05.1976–05.1977, Subaru Sambar 05.1976—03.1977
- EK23: Subaru Rex 05.1977–1989, Subaru Sambar 1977—1990
- EK23 ThreeValve: Subaru Rex Viki с 1986 по 1989, Subaru Sambar 1989—1990
- EK23 Turbo: Subaru Rex Combi 1983—1986
- EK23 ThreeValve Turbo: Subaru Rex VX 1986—1989
- EK23 ThreeValve Supercharger: Subaru Rex Supercharger 1988—1989
- EK42: Subaru Rex и Sambar/700 1982—1989 (только экспорт)

## Трёхцилиндровые

### EF
- EF10: 997 см³, SOHC 3V, 53—63 л. с. при 5 200 об/мин, Subaru Justy 1984—1989.
- EF12: 1189 см³, SOHC 3V, 63—75 л. с., Subaru Justy 1987—1993.

Не следует путать с двигателями EF10 и EF12, которые устанавливались на минивэны Subaru Libero (название для Европы, на остальных рынках — Domingo, Vanille, Sumo). Двигатели всех этих минивэнов были расположены горизонтально и оснащались только одним видом ГБЦ — с двумя клапанами на цилиндр, вне зависимости от вариантов исполнения трансмиссии — 2WD или 4WD.

#### Параметры и годы выпуска
EF10 — 50 л. с. при 5200 об/мин; диаметр цилиндра/ход поршня  78/69,6 мм (только карбюратор, годы производства: с 1983 по 1989 год);
EF12 — 52 л. с. при 4400 об/мин (карбюратор, с 11.1986 по 07.1993); 54 л. с. при 4600 об/мин (инжектор, с 08.1993 по 12.1998); диаметр цилиндра/ход поршня — 78/83 мм.

## Четырёхцилиндровые
Все четырёхцилиндровые двигатели Subaru являются четырёхтактными оппозитными, с жидкостным охлаждением (кроме двигателей серии EN).

### EA
- EA52: 977 см³, OHV, 55 л. с. при 6,000 об/мин, использовался в Subaru 1000 1966—1971.
- EA53: 977 см³, OHV, 67 л. с. при 6,600 об/мин, использовался в спортивном Subaru 1000 1967—1968. Сдвоенные карбюраторы.
- EA61: 1088.8 см³, OHV, 61 л. с. при 5,600 об/мин, использовался в Subaru FF-1 Star и Subaru G 1970—1972.
- EA62: 1267.5 см³, OHV, 80 л. с. при 6,400 об/мин, использовался в Subaru G 1971—1972.
- EA62S: 1267.5 см³, OHV, 93 л. с. при 7,000 об/мин, использовался в Subaru FF-1 1300G Спортивный седан и Super Touring (Япония) 1971—1972.
- EA63: 1362 см³, OHV, 58 л. с. при 5,200 об/мин, использовался в Subaru Leone 1973—1979.
- EA64: 1176 см³, OHV, 68 л. с. при 6,000 об/мин, использовался в Subaru Leone 1973—1979.
- EA65: 1298 см³, OHV, 65 л. с. при 5,600 об/мин, использовался в Subaru Leone 1979—1994 для внутреннего рынка Японии, Европы, Азии и Латинской Америки.
- EA71: 1595 см³, OHV, для американского рынка 67 л. с. при 5,200 об/мин, c 1980 года — 68 л. с. (51 кВт; 69 л. с.) при 4800 об/мин, использовался в Subaru Leone 1976—1987 и Subaru BRAT 1978—1980.
- EA71: 1595 см³, OHV, для японского рынка 82 л. с. при 5600 об/мин (JDM, очищенные выбросы), 95 л. с. при 6400 об/мин (двойной карбюратор JDM, выбросы очищены), 87 л. с. при 5600 об./мин (JDM, без выбросов оборудования), использовался в Subaru Leone 1976—1994.
- EA71S: 1595 см³, OHV, 100 л. с. при 6,000 об./мин, использовался в Subaru Leone SRX Hatchback 1979—1981 и Subaru BRAT 1979—1980. В этом двигателе использовались сдвоенные карбюраторы Hitachi.
- EA72: 1595 см³, SOHC, В 1989 году был выпущен неизданный концептуальный двигатель EA-72 Subaru, разработанный для использования на японском рынке. По сути, это был EA-82 с коленчатым валом EA-71 . Этот двигатель так и не появился, так как Subaru EJ15 и EJ16 уже разрабатывались для этой цели.
- EA81: 1781 см³, OHV, 73 л. с. при 4800 об./мин (версия для США), 80-82 л.с. при 5200 об./мин (версия для ЕС), использовался в Subaru Leone 1980—1984 и Subaru BRAT 1981—1993.
- EA81S: 1781 см³, OHV, 110 л. с. при 6.000 об./мин, в этом двигателе использовались два карбюратора Hitachi на одном впускном коллекторе, а в поздней версии Safari Rally 1983 года использовались два карбюратора Weber с нисходящим потоком, каждый из которых был установлен непосредственно над каждой головкой. Головки и клапаны на двигателях EA81S отличаются от обычных аналогов и имеют различные положения впускных и выпускных клапанов на головках, которые обычно называются обратными клапанами. Использовался в Subaru Leone (Twin Hitachi Carbs) 1980—1982, Subaru Brat, Subaru Brumby (Twin Hitachi Carbs) 1980—1982, Subaru RX (Safari Rally Edition — Twin Weber Carbs) 1983.
- EA81T: 1781 см³, OHV Turbo, 95 л. с. при 4,200 об./мин, использовался в Subaru Leone 1983—1984 и Subaru BRAT 1983—1984.
- EA82: 1791 см³, SOHC, карбюратор — 84 л. с. при 5200 об/мин, SPFI — 90 л. с. при 5600 об/мин, MPFI — 97 л. с. при 5200 об/мин, использовался в Subaru Leone и Subaru XT[6].
- EA82T: 1791 см³, SOHC, 1984-1986 гг.: 111 л. с. при 5200 об/мин, 1987—1990: 115 л. с. при 5200 об/мин, использовался в Subaru Leone в моделях комплектации GL-10 и RX Turbo, а также XT (Vortex), а затем и в моделях Subaru Leone RX Coupe[7].

### EE (дизельный)
Первый дизельный двигатель Subaru, представлен на Женевском автосалоне в 2007 году. Рабочий объём — 1998 см³, имеет максимальную мощность 150 л. с. (108 кВт), крутящий момент 350 Н·м при 1800 об/мин. Устанавливается на полноприводные модели Subaru Legacy и Subaru Outback, агрегатируется только с пятиступенчатой МКПП. Двигатель имеет по четыре клапана на цилиндр и два распределительных вала с цепным приводом в каждой головке блока, камера сгорания находится в днище поршня. Топливный насос высокого давления расположен на блоке сверху и приводится парой шестерён от коленчатого вала. Давление в системе питания достигает 1800 бар. Турбокомпрессор размещён под двигателем, а интеркулер — над ним. Нормы токсичности Евро-4 достигнуты с помощью окислительного нейтрализатора и противосажевого фильтра, а также системы рециркуляции отработавших газов.

### EJ
- EJ15: 1483.4 см³, SOHC, Subaru Impreza 1990-2007 годов для японского рынка.
- EJ16: 90 л. с. при 5,600 об/мин, использовался в Subaru Impreza 1993—2006 годов.
- EJ18: 1820 см³, SOHC 110 л. с. при 5,600 об/мин, использовался в Subaru Impreza и Subaru Legacy 1990-1996 годов для рынков Японии и Европы.
- EJ20: 1994.3 см³, 115—190 л. с., а также 220—280 л. с. с турбонагнетателем, использовался на большинстве моделей для Европы и Японии (WRX для рынка США 2002—2005 годов).
- EJ22: 2212 см³, 135—280 л. с., использовался в Subaru Impreza и Subaru Legacy 1989—2001 годов.
- EJ25: 2457 см³, 165—320 л. с., используется в большинстве моделей с 1995 по настоящее время. Получил премию «Двигатель года» в номинации от 2 до 2,5 литров в 2006 и 2008 годах.
- EJ30: Двигатель специальной ограниченной серии. Всего выпущено 4 единицы. Техническая информация недоступна[15].

### EL
- EL15: 1483.4 см³, 105—107 л. с., DOHC, Subaru Impreza 2005—2012 годов для Европы и России[16].

### FB
- FB16: 1600 см³, DOHC, диаметр цилиндра 78.8 мм, ход поршня 82 мм, степень сжатия 10.5:1, мощность 84 кВт (114 л. с.) при 5,600 об/мин, крутящий момент 150 Н·м при 4,000 об/мин. Устанавливается на Европейскую версию Impreza XV 1.6i с 2012 года.
- FB20: 1995 см³, DOHC, диаметр цилиндра 84 мм, ход поршня 90 мм, степень сжатия 10.5:1, мощность 109 кВт (148 л. с.) при 6,000 об/мин, крутящий момент 196 Н·м при 4,200 об/мин. Устанавливается на Subaru Forester с 2011 года. Устанавливаемый с 2012 года на Subaru Impreza двигатель имеет мощность 145 л. с.[17]
- FB25: 2498 см³, DOHC, диаметр цилиндра 94 мм, ход поршня 90 мм, степень сжатия 10.0:1, мощность 170 л. с. при 4,100 об/мин. Устанавливается на Subaru Forester с 2011 года.[18]

### FA
FA20
Особенность «продольного» двигателя FA20 в наличии прямого непосредственного распределенного впрыска (система впрыска Toyota D-4S) и системой управления фазами газораспределения Subaru AVCS. Применяется на модели Subaru BRZ, а в семействе маркировки двигателей Toyota известен как 4U-GSE, который устанавливается на Toyota 86 и Scion FR-S. Subaru рекомендует использовать масло 0W-20.
- Диаметр цилиндра: 86 мм
- Ход поршня: 86 мм
- Объём: 1,998 см3
- Степень сжатия: 12.5:1
- Мощность: 147 кВт (197 л. с.) при 7,000 об/мин
- Крутящий момент: 205 Н·м при 6,400—6,600 об/мин

FA25
Особенность «продольного» двигателя FA25 заключается в наличии прямого непосредственного распределенного впрыска (система впрыска Toyota D-4S) и системы управления фазами газораспределения Subaru AVCS. Применяется на модели Forester 2019.
- Диаметр цилиндра: 94 мм
- Ход поршня: 90 мм
- Объём: 2,498 см3
- Степень сжатия: 10:1[21]
- Мощность: 147 кВт (182 л. с.) при 6,700 об/мин
- Крутящий момент: 240 Н·м при 4,000—4,400 об/мин

#### FA20DIT
Версия с собственным непосредственным впрыском и применением твин-скрольного турбонагнетателя была представлена в 2012 году на рынке Японии для седана Legacy GT DIT (direct injection turbo), универсала Legacy GT DIT Touring Wagon и универсала 2014 Subaru Levorg. Двигатель появился на рынке США на автомобилях Forester 2.0XT 2012 и WRX 2015 модельных годов и далее.
- Диаметр цилиндра: 86 мм
- Ход поршня: 86 мм
- Объём: 1,998 см3
- Степень сжатия: 10.6:1

Японская версия:
- Мощность: 221 кВт (296 л. с.) при 5,600 об/мин
- Крутящий момент: 400 Н·м при 2,000—4,800 об/мин

Американская версия:
Forester XT:
- Мощность: 186 кВт (250 л. с.) при 5,600 об/мин
- Крутящий момент: 350 Н·м при 2,000—4,800 об/мин

WRX:
- Мощность: 200 кВт (268 л. с.) при 5,600 об/мин
- Крутящий момент: 350 Н·м при 2,000—5,000 об/мин

В России:
Forester XT:
- Мощность: 177 кВт (240 л. с.) при 5,600 об/мин
- Крутящий момент: 350 Н·м при 2,400—3600 об/мин

WRX:
- Мощность: 197 кВт (268 л. с.) при 5,600 об/мин
- Крутящий момент: 350 Н·м при 2,400—5,200 об/мин[22]

## Шестицилиндровые

### ER
- ER27: 2672 см³, SOHC, версия USDM — 145 л.с. при 5200 об/мин, версия JDM — 150 л. с. при 5200 об/мин. Обе версии оснащались MPFI. Устанавливались на Subaru XT 1987—1991 годов.

### EG
- EG33: 3318 см³, DOHC, 230 л. с. при 5400 об/мин, устанавливался на Subaru Alcyone SVX 1992—1997 годов.

### EZ
- EZ30D: 2999 см³, DOHC, 161 кВт (220 л. с.) при 6000 об/мин, 289 Н·м при 4400 об/мин. Диаметр цилиндра 89.2 мм, ход поршня 80 мм, степень сжатия 10.7:1. Агрегатировался автоматической 5 ступенчатой коробкой передач или 6 ступенчатой механической коробкой. Использовался в Outback H6, Legacy GT30, Legacy Lancaster 6 2000·2002 годов и Tribeca B9 первого поколения.
- EZ30R: 2999 см³, DOHC, 180 кВт (245 л. с.) при 6600 об/мин, 297 Н·м при 4200 об/мин. Диаметр цилиндра 89 мм, ход поршня 80 мм, степень сжатия 10.7:1. Устанавливался на Subaru Legacy 3.0R, Subaru Outback 3.0R в 2003—2009 годах и Subaru Tribeca в 2006—2008 годах.
- EZ36D: 3629 см³, DOHC, 191 кВт (260 л. с.) при 6000 об/мин, 335 Н·м при 4400 об/мин. Диаметр цилиндра 92 мм, ход поршня 91 мм, степень сжатия 10.5:1. Устанавливается на Subaru Legacy и Subaru Outback с 2010 года, а также на Subaru Tribeca с 2008 года[23].